# Nouveau-né dans un berceau
Nouveau-né dans un berceau – en italien Ritratto di neonato nella culla – est un tableau réalisé vers 1583 par la peintre italienne Lavinia Fontana. De format horizontal, cette huile sur toile est le portrait d'un nourrisson dans un berceau. L'œuvre est conservée à la pinacothèque nationale de Bologne, à Bologne, en Émilie-Romagne.
La composition magnifie le meuble, un petit lit à colonnes dont elle offre une vue de côté qui souligne le raffinement de sa conception et suggère ce faisant le niveau de fortune très élevé des parents. Un jeune enfant y est allongé sur le dos. Il est de sexe féminin, si l'on en croit le sautoir en perles, qui s'étend sur le drap qui couvre son corps. La tête près du bord droit de l'image, cette fillette lance un regard en direction du point de vue du spectateur.